# 20-mm-Flug- und Panzerabwehrkanone M1930
Die 20-mm-Flug- und Panzerabwehrkanone M1930 war eine Maschinenkanone, die von Rheinmetall entwickelt und in der damaligen Sowjetunion Anfang der 1930er-Jahre in geringer Stückzahl produziert wurde. Die russischsprachige Bezeichnung der Waffe lautet 20-мм автоматическая зенитная и противотанковая пушка обр. 1930 г., der Werksindex ist 2-K (2-К).

## Entwicklung
Anfang der 1930er-Jahre verfügte die Rote Armee nicht über kleinkalibrige Flugabwehrgeschütze. Derartige Waffen waren in der Kaiserlich Russischen Armee nicht vorhanden. Großkalibrige Maschinengewehre, die zur Flugabwehr hätten verwendet werden konnten, gab es ebenfalls nicht. Die gestiegenen Leistungen der Flugzeuge erforderten jedoch die Entwicklung leistungsfähiger Waffen, mit denen auch tief- und schnellfliegende Flugzeuge bekämpft werden konnten. Ein ähnliches Bild ergab sich in der Feldartillerie, auch hier fehlten leistungsfähige kleinkalibrige Geschütze. Unter Beteiligung von Wassili Alexejewitsch Degtjarjow wurde 1929 eine moderne 25-mm-Kanone entwickelt und 1929/30 in zwei Exemplaren erprobt, jedoch nicht in die Bewaffnung der Roten Armee übernommen. Aufgrund der mangelnden Erfahrung der sowjetischen Konstrukteure entschloss man sich daher, entsprechende Waffen im Ausland zu kaufen und in der UdSSR zu produzieren.
Deutschland waren aufgrund des Versailler Vertrages Beschränkungen bei der Entwicklung von Waffen auferlegt worden. Deutsche Firmen wichen zur Waffenentwicklung auf Länder wie Schweden und die Schweiz aus. Auch die Zusammenarbeit mit der Sowjetunion intensivierte sich. Rheinmetall hatte in der UdSSR des Büro für technische Arbeiten und Forschungen (Бюро для технических работ и изучений (БЮТАСТ)) eröffnet, über das Prototypen und Fertigungsunterlagen verkauft wurden. 1930 lieferte die Firma über das Büro zwei Muster einer 20-mm-Kanone und die vollständige technische Dokumentation. Der Preis für eine Waffe lag bei 24.000 Reichsmark. Rheinmetall schlug vor, die Waffe auf einem Motorrad mit Beiwagen zu installieren. Dabei sollte das Gewicht des Motorrades, der Kanone mit 300 Schuss Munition und zweier Soldaten bei 775 kg liegen.
Die Waffe wurde in die Rote Armee offiziell als 20-mm-Flug- und Panzerabwehrkanone M1930 (20-мм автоматическая зенитная и противотанковая пушка обр. 1930 г.) eingeführt. Die Serienproduktion sollte im Werk Nr. 8 erfolgen, daher erhielt die Waffe den Werksindex 2-K. Die gefertigten Geschütze genügten jedoch weder quantitativ noch qualitativ den Anforderungen. Im Jahr 1932 wurden statt der bestellten einhundert Kanonen ganze drei Waffen fertiggestellt, im Folgejahr nochmals 61. Danach wurde die Produktion eingestellt. Es gelang dem Werk nicht, eine Technologie für die Serienproduktion zu entwickeln. Jede einzelne Waffe wurde von Hand gefertigt. Die Qualität war extrem niedrig, schon 1936 waren nur noch 31 Kanonen zuzüglich acht Ausbildungswaffen im Bestand der Roten Armee.
In Deutschland wurde der weiterentwickelte Entwurf als 2-cm-Flak 30 in großen Stückzahlen produziert und von der Wehrmacht eingesetzt.

## Konstruktion
Bei der Waffe handelte es sich um einen Rückstoßlader mit verriegeltem Masseverschluss. Das Rohr mit einer Länge von 72,5 Kalibern hatte eine Mündungsbremse. Der Rohrrücklauf von 60 mm wurde durch eine mechanische mit Federkraft arbeitende Rohrbremse gedämpft. Die Munitionszuführung erfolgte über ein Magazin mit 20 Granatpatronen. Der Richtantrieb ließ nur einen Höhenrichtbereich zwischen −6 und +10° zu; zum Kampf gegen Luftziele musste die Waffe mit der Hand gerichtet werden. Das Visier erlaubte den Kampf gegen Flugzeuge mit einer maximalen Geschwindigkeit von 300 km/h. Die Waffe konnte auf einen Schlitten oder eine Radlafette gesetzt werden. Die Räder der Lafette bestanden aus Holz und waren eisenbereift. Zum Transport wurde eine Protze benutzt, der zwei Pferde vorgespannt waren.

## Varianten
Im November 1931 wurde die Entwicklung eines 20-mm-Flak-Zwillings auf Basis der 2-K angewiesen. Dabei sollte eine Variante auf einer Radlafette mit einem Gewicht von 550 kg, eine weitere auf einer Sockellafette entwickelt werden. Der Höhenrichtbereich war mit 0 bis +80°, der Seitenrichtbereich mit 360° vorgegeben. Zum Schutz der Besatzung war ein Schild mit einer Stärke von 4 mm vorgesehen.
Gleichzeitig wurde eine selbstfahrende Ausführung des Geschützes entwickelt. Als Basisfahrzeug diente ein dreiachsiger Ford-Lkw. Die Waffe wurde auf der Ladefläche installiert. Gegen Luftziele lag der Seitenrichtbereich bei 360°, gegen Ziele am Boden aufgrund des Fahrerhauses bei nur 270°. Mitgeführt wurde ein Kampfsatz von 1000 Patronen. Die Waffe konnte leicht von der Ladefläche abgenommen und auf den Boden gesetzt werden.
Außerdem war die Kanonen noch als Bewaffnung der Tankette T-27 vorgesehen. Die Waffe wurde anstelle des Maschinengewehrs eingebaut. Der Seitenrichtbereich lag bei 15°, die maximale Rohrerhöhung bei 10°. So war die Waffe jedoch zur Fliegerabwehr nicht einsetzbar.

## Technische Daten
| 20-mm-Flug- und Panzerabwehrkanone M1930 |                                           |
| Allgemeine Eigenschaften                 |                                           |
| Klassifikation                           | Panzer- und Fliegerabwehrkanone           |
| Bezeichnung des Herstellers              | 2-K                                       |
| Hersteller                               | Sawod Nr. 8 (Werk Nr. 8, russ. Завод № 8) |
| Gewicht                                  | 172,2 kg                                  |
| Mannschaft                               | 4 Mann                                    |
| Baujahre                                 | 1932–1933                                 |
| Stückzahl                                | 64                                        |
| Rohr                                     |                                           |
| Kaliber                                  | 20 mm                                     |
| Rohrlänge                                | 1.450 mm (L/72,5)                         |
| Höhe der Schusslinie                     | 1.000 mm-5                                |
| Feuerdaten                               |                                           |
| Höhenrichtbereich                        | −5° bis +84°                              |
| Seitenrichtbereich                       | 360°                                      |
| Feuerrate                                | 130–135 Schuss/min                        |
| Beweglichkeit                            |                                           |

## Einsatz
Die Waffe kam in der Roten Armee nur in sehr geringen Stückzahlen zum Einsatz. In ihrem Bestand befanden sich am 1. November 1936 13 Kanonen auf Radlafette, 18 Kanonen auf Lkw ZIS-6 und acht Ausbildungswaffen.